# Gorazd Trpin
Gorazd Trpin, slovenski pravnik in politik, * 13. marec 1951, Ljubljana.
Med 5. junijem 1997 in 15. junijem 2000 je bil državni sekretar Republike Slovenije na Ministrstvu za notranje zadeve Republike Slovenije.